# میتسوکو میورا
میتسوکو میورا (انگلیسی: Mitsuko Miura; ۱۷ ژانویهٔ ۱۹۱۷ – ۱۴ ژوئن ۱۹۶۹) بازیگر اهل ژاپن بود. وی بین سال‌های ۱۹۳۸ تا ۱۹۶۴ میلادی فعالیت می‌کرد.
از فیلم‌ها یا برنامه‌های تلویزیونی که وی در آن نقش داشته‌است می‌توان به ۴۷ رونین اشاره کرد.